# Associazione Vogherese Calcio 1928-1929
Questa voce raccoglie le informazioni riguardanti l'Associazione Vogherese Calcio nelle competizioni ufficiali della stagione 1928-1929.

## Rosa
| N. |                   | Ruolo | Calciatore          |
| -- | ----------------- | ----- | ------------------- |
|    | Italia (bandiera) | A     | Giovanni Bertero    |
|    | Italia (bandiera) | D     | Cesare Blondet      |
|    | Italia (bandiera) | A     | Francesco Casazza   |
|    | Italia (bandiera) | C     | Massimo Comerio     |
|    | Italia (bandiera) | A     | Luigi Denari        |
|    | Italia (bandiera) | A     | Alfio Ferretti      |
|    | Italia (bandiera) | D     | Enrico Forneris     |
|    | Italia (bandiera) | D     | Carletto Gambarotta |
|    | Italia (bandiera) | C     | Osvaldo Imperiali   |
|    | Italia (bandiera) | A     | Giovanni Maggio     |

| N. |                   | Ruolo | Calciatore       |
| -- | ----------------- | ----- | ---------------- |
|    | Italia (bandiera) | A     | Cesare Mandosso  |
|    | Italia (bandiera) | D     | Carlo Merli      |
|    | Italia (bandiera) | C     | Natale Muratori  |
|    | Italia (bandiera) | A     | Alfredo Notti    |
|    | Italia (bandiera) | A     | Gino Olivati     |
|    | Italia (bandiera) | A     | Antonio Pastore  |
|    | Italia (bandiera) | A     | Antonio Peternel |
|    | Italia (bandiera) | P     | Emilio Savino    |
|    | Italia (bandiera) | D     | Luigi Sericano   |

## Statistiche

### Statistiche di squadra
| Competizione      | Punti | In casa | In casa | In casa | In casa | In casa | In casa | In trasferta | In trasferta | In trasferta | In trasferta | In trasferta | In trasferta | Totale | Totale | Totale | Totale | Totale | Totale | DR  |
| Competizione      | Punti | G       | V       | N       | P       | Gf      | Gs      | G            | V            | N            | P            | Gf           | Gs           | G      | V      | N      | P      | Gf     | Gs     | DR  |
| ----------------- | ----- | ------- | ------- | ------- | ------- | ------- | ------- | ------------ | ------------ | ------------ | ------------ | ------------ | ------------ | ------ | ------ | ------ | ------ | ------ | ------ | --- |
| Seconda Divisione | 33    | 11      | 11      | 0       | 0       | 53      | 4       | 11           | 4            | 3            | 4            | 21           | 15           | 22     | 15     | 3      | 4      | 74     | 19     | +55 |

### Statistiche dei giocatori
Le presenze sono state tratte dalle formazioni pubblicate dal libro citato e a fine stagione hanno esposto il quadro completo delle marcature (nessun autogol da parte di squadre avversarie).
| Giocatore     | Prima Divisione | Prima Divisione |
| Giocatore     | Presenze        | Reti            |
| ------------- | --------------- | --------------- |
| G. Bertero    | 2               | 0               |
| C. Blondet    | 15              | 0               |
| F. Casazza    | 1               | 0               |
| M. Comerio    | 22              | 1               |
| L. Denari     | 3               | 0               |
| A. Ferretti   | 22              | 8               |
| E. Forneris   | 7               | 0               |
| C. Gambarotta | 21              | 1               |
| O. Imperiali  | 1               | 0               |
| G. Maggio     | 21              | 16              |
| C. Mandosso   | 19              | 4               |
| C. Merli      | 9               | 0               |
| N. Muratori   | 22              | 0               |
| A. Notti      | 17              | 13              |
| G. Olivati    | 19              | 14              |
| A. Pastore    | 5               | 0               |
| A. Peternel   | 1               | 0               |
| E. Savino     | 22              | -19             |
| L. Sericano   | 13              | 1               |

## Arrivi e partenze
| Acquisti | Acquisti            | Acquisti                   | Acquisti   |
| -------- | ------------------- | -------------------------- | ---------- |
| C        | Massimo Comerio     | Legnano                    | definitivo |
| D        | Enrico Forneris     | Parma                      | definitivo |
| D        | Carletto Gambarotta | Acciaierie e Ferriere Novi | definitivo |
| A        | Giovanni Maggio     | Casale                     | definitivo |
| A        | Gino Olivati        | Varese                     | definitivo |
| P        | Emilio Savino       | Alessandria                | definitivo |
| D        | Luigi Sericano      | dai liberi                 | definitivo |
| .        | Succi               | Astigiani                  | definitivo |

| Cessioni | Cessioni             | Cessioni           | Cessioni   |
| -------- | -------------------- | ------------------ | ---------- |
| .        | Angelo Bevilacqua    | ???                | definitivo |
| A        | Alessandro Bertolini | Rhodense           | definitivo |
| A        | Angelo Cadeddu       | Spes Genova        | definitivo |
| A        | Luigi Carrera        | Casteggio          | definitivo |
| .        | Giovanni Cattaneo    | ???                | definitivo |
| C        | Antonio Crippa       | Isotta Fraschini   | definitivo |
| C        | Giuseppe Ghiglione   | ???                | definitivo |
| A        | Mario Oberti         | Indomita (Palermo) | definitivo |
| A        | Pasquale Parodi      | Derthona           | definitivo |